# Xenophysa
Xenophysa is een geslacht van vlinders van de familie Uilen (Noctuidae), uit de onderfamilie Noctuinae.

## Soorten
- X. agnostica Varga
- X. argyrogramma Varga, 1985
- X. boursini Varga, 1985
- X. cacumena Brandt, 1938
- X. junctimacula Christoph, 1887
- X. monastica Boursin, 1969
- X. poecilogramma Varga, 1985
- X. xenogramma Boursin, 1969